# Paul de Wit

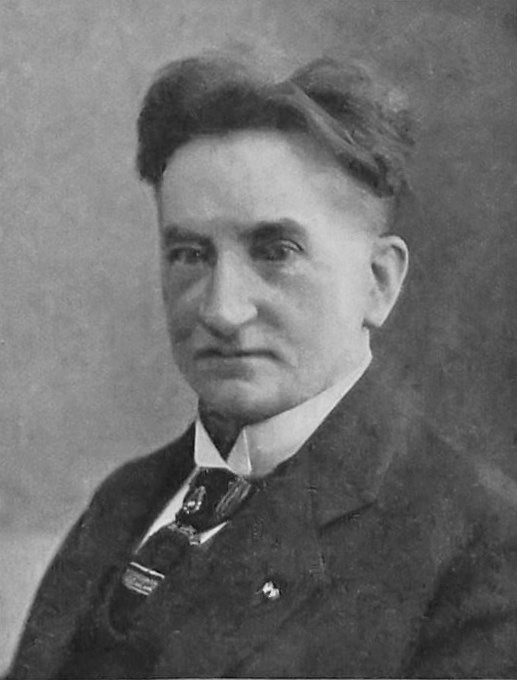
Paul de Wit, 1925

Paul de Wit (* 4. Januar 1852 in Maastricht; † 10. Dezember 1925 in Leipzig) war ein in Leipzig wirkender niederländischer Verleger und Musikinstrumentensammler.

## Leben und Wirken
Paul de Wit wurde in einem Maastrichter Patrizierhaus geboren. Da Paul eine frühzeitige musikalische Begabung zeigte, ließ ihn sein Vater bei dem belgischen Cellisten Adrien-François Servais bis zu dessen Tod 1866 unterrichten. Danach bildete er sich selbst weiter und erweiterte sein Interesse auf das Viola-da-Gamba-Spiel, das er bald auch meisterlich beherrschte. Seine Schulbildung erhielt er im Gymnasium am geistlichen Kollegium in Sittard, etwa 20 km von Maastricht entfernt. Obwohl ihm eine Laufbahn als Berufsmusiker offenstand, bestimmte ihn sein Vater zum Kaufmann. Mit zwanzig Jahren übernahm er eine Weinhandlung in Aachen. Das Unternehmen schlug fehl, aber er erlernte dabei die Grundzüge des kommerziellen Handelns.

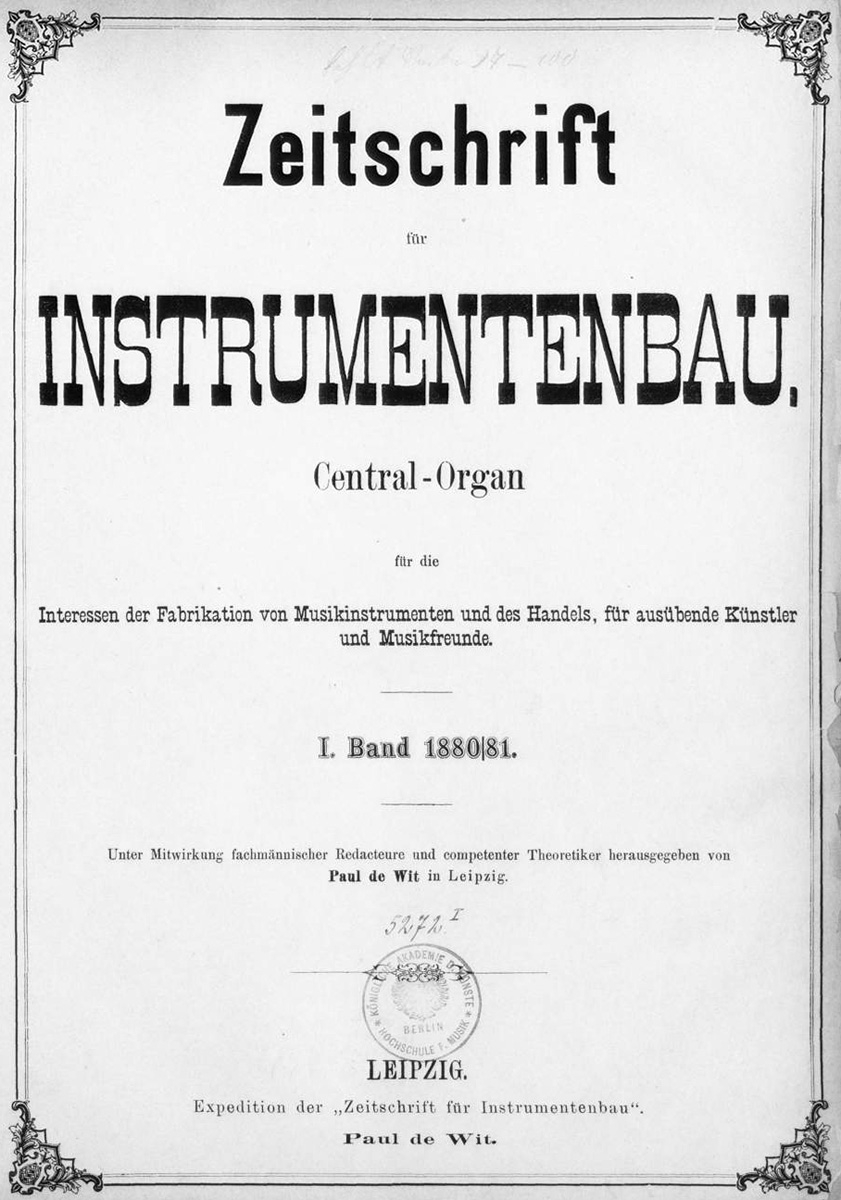
Titelblatt der ersten Ausgabe der Zeitschrift für Instrumentenbau
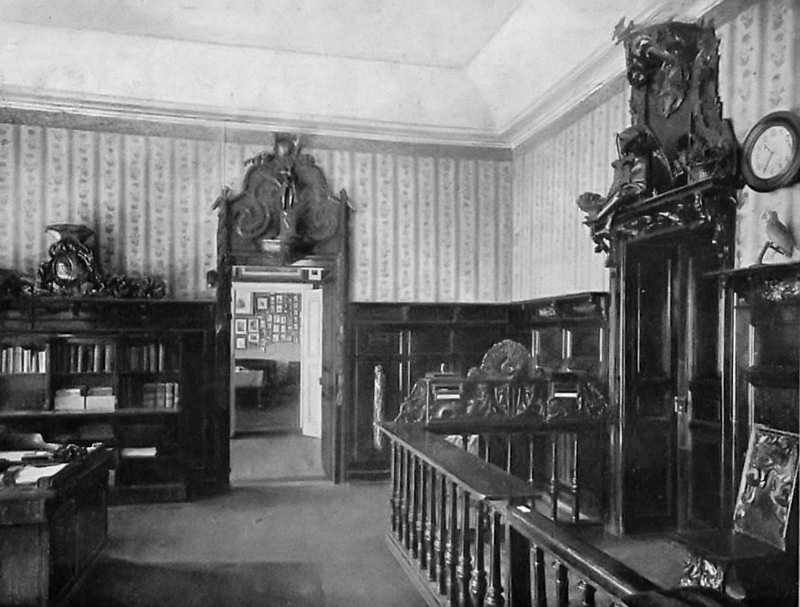
Das Leipziger Verlagsbüro (heute Bosehaus) mit Schmuckelementen aus alten Orgelprospekten
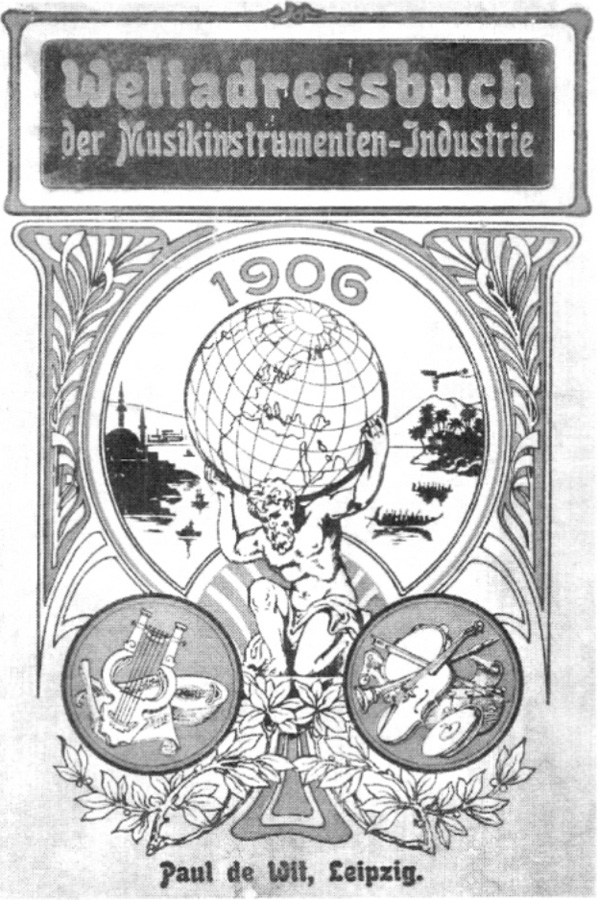
Titelblatt des Weltadressbuchs der Musikinstrumenten-Industrie, Ausgabe 1906

### Verleger
So gerüstet, ging er 1879 mit 27 Jahren nach Leipzig und trat ein Volontariat bei dem Musikverleger und Redakteur der 1834 von Robert Schumann gegründeten Neuen Zeitschrift für Musik, Christian Friedrich Kahnt an. Hier bekam er Kontakt mit den Größen des Leipziger Musiklebens und auch mit dem aufblühenden Musikinstrumentenbau. Er bemerkte alsbald das Fehlen einer speziellen Zeitschrift auf diesem Gebiet und gründete darauf im Herbst 1880 die Zeitschrift für Instrumentenbau, deren erstes Heft ihres 63-jährigen Bestehens am 1. Oktober 1880 erschien und deren Redakteur und Herausgeber er bis zu seinem Lebensende blieb. Die Zeitschrift hatte großen Erfolg und wurde bald zum offiziellen Organ zahlreicher Berufsverbände des Musikinstrumentenbaus. Im März 1887 wurden Büroräume am Thomaskirchhof 16 (dem heutigen Bosehaus) in Leipzig bezogen, die bis 1935 Heimstatt der Zeitschrift blieben.
1883 begann de Wit in seinem Verlag ein zweites großes Projekt: ein internationales Adressbuch für die Musikinstrumentenbranche, das bis 1925 ständig erweitert in über zehn Auflagen unter leicht abgewandeltem Namen erschien und zumeist nach dem Titel der meisten Auflagen mit Weltadressbuch der Musikinstrumenten-Industrie bezeichnet wird. Die Ausgabe von 1912 hatte mit  Annoncen, Registern und Anhängen 1482 Seiten. Mit dieser ungeheuren Fleißleistung förderte er Musikinstrumentenindustrie und -handel in unschätzbarer Weise.

### Musikinstrumentensammler
Paul de Wit hatte eine große Leidenschaft, er sammelte historische Musikinstrumente. Aber nicht nur ihr Besitz war ihm wichtig, sondern sie sollten auch spielbar sein. Dazu unterhielt er eine besondere Werkstatt, in der ihm der handwerklich geschickte Klavierbauer Hermann Seyffarth zur Verfügung stand.

Briefkopf des Musikhistorischen Museums
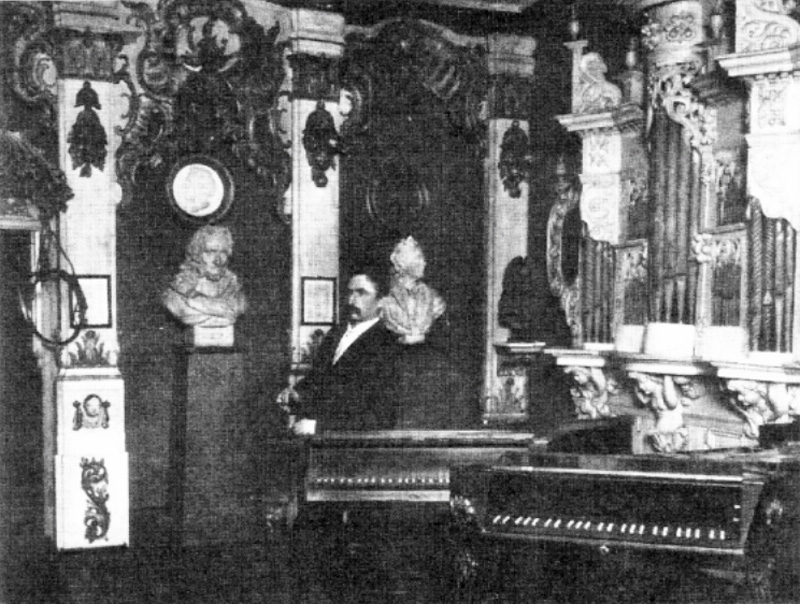
Paul de Wit in seiner Sammlung
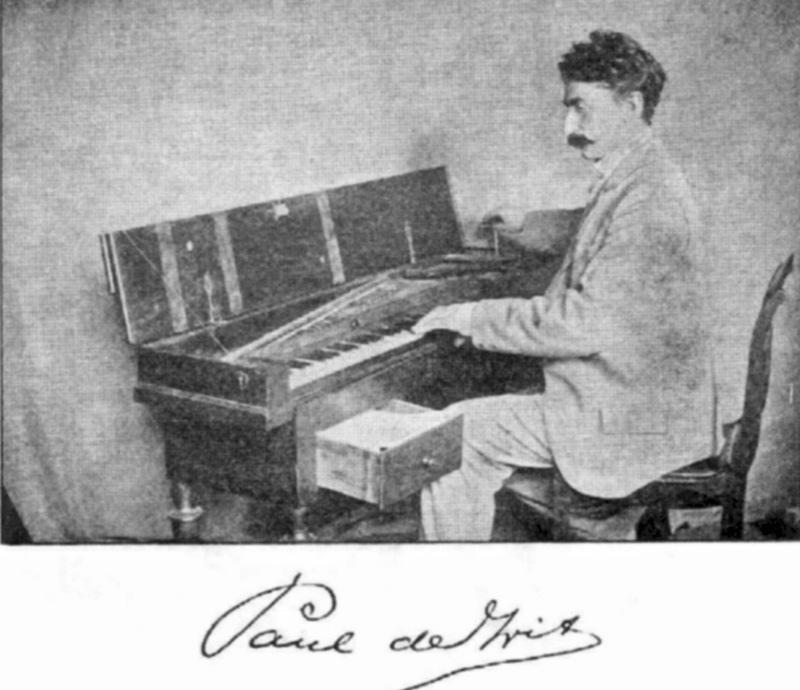
de Wit an einem Clavichord aus seiner Sammlung
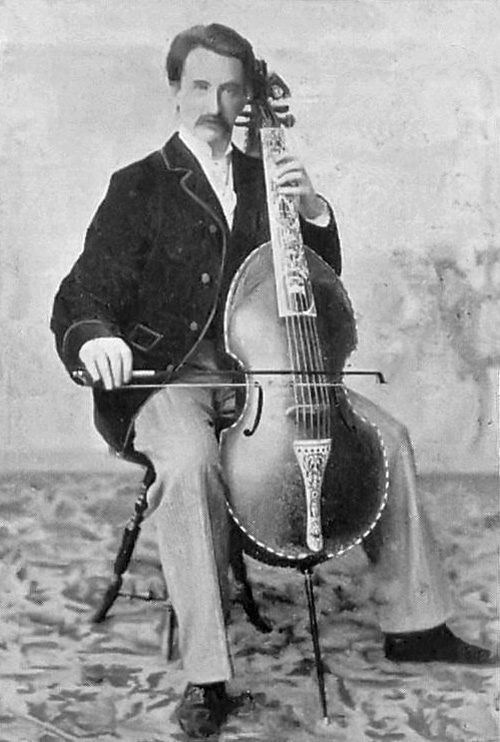
Paul de Wit mit einer Viola da Gamba

Er war auch interessiert, seine Schätze der Öffentlichkeit zugänglich zu machen. Daher verkaufte er große Teile seiner Sammlung in den Jahren 1888 und 1890 an die Königliche Hochschule für Musik in Berlin, 1888 allein 240 Instrumente.  De Wits Instrumente wurden so zur Grundlage des heutigen Musikinstrumenten-Museums des Staatlichen Instituts für Musikforschung – Preußischer Kulturbesitz. Unter den Instrumenten befanden sich der Kielflügel Johann Sebastian Bachs und ein Spinett der Königin Marie-Antoinette.
Er sammelte weiter und beteiligte sich bereits 1892 erfolgreich an der Wiener Musik- und Theaterausstellung mit einer großen Sammlung historisch und kunsthandwerklich bedeutender Instrumente. Am 7. März 1893 eröffnete er in Anwesenheit von König Albert von Sachsen im Haus seines Verlags am Thomaskirchhof in Leipzig sein privates Musikhistorisches Museum. Neben Musikinstrumenten zeigte die Einrichtung auch Instrumententeile, Gemälde, Lithographien und Kuriositäten aus Musikernachlässen, gemäß dem Katalog von 1904 1181 museale Objekte.
Als die Sammlungsräume zu beengt wurden, bot er die Sammlung der Stadt Leipzig an. Als diese ablehnte, erwarb sie 1905 der Kölner Papierfabrikant und Kunstsammler Wilhelm Heyer (1849–1913) und erbaute dafür und für weitere Erwerbungen in Köln das Musikhistorische Museum Wilhelm Heyer. Seine Nachkommen entschlossen sich zum Verkauf, und so konnte die um Einiges erweiterte de Wit'sche Sammlung mit Mitteln des Freistaates Sachsen und Henri Hinrichsens, des Inhabers des  Musikverlages C. F. Peters, 1926 für die Universität Leipzig erworben werden, wo sie den Grundstock zum 1929 im Grassimuseum eröffneten und heute noch  existierenden Musikinstrumentenmuseum bildete.
Paul de Wit engagierte sich auch für aktuelle Fragen des Musiklebens. 1884 veröffentlichte er in seiner Zeitschrift einen „Aufruf zur Einführung einer allgemeinen Normalstimmung (Kammerton) für Deutschland“ und wandte sich mit einer Petition zur Bildung einer entsprechenden Kommission an Reichskanzler Bismarck. Mit der Festlegung eines internationalen Stimmtons auf der Wiener Stimmtonkonferenz von 1885 wurden diese Bemühungen aber gegenstandslos.

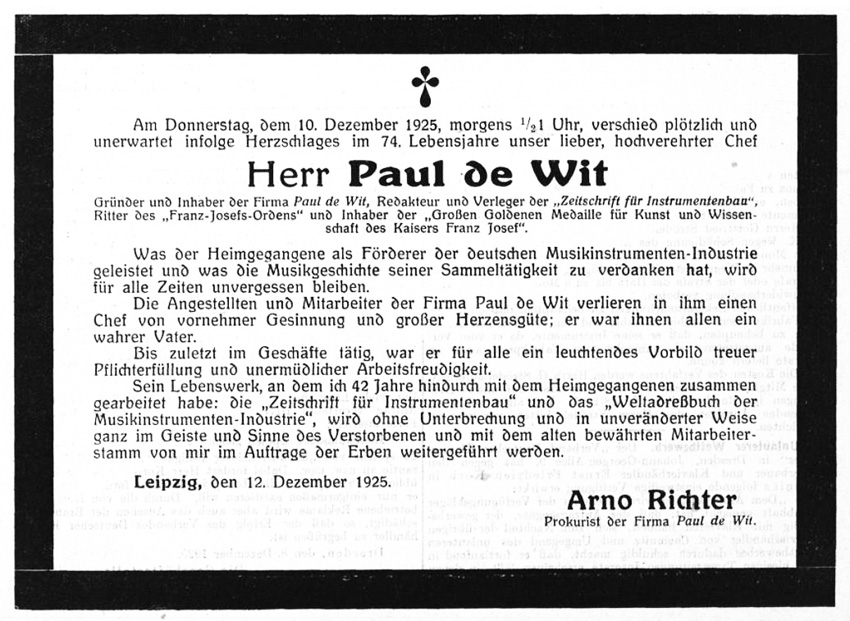
Todesanzeige Paul de Wit

1886 hatte Paul de Wit seine Frau Friederike Henriette Emma Gießler (1859–1915) geheiratet, mit der er 1889 in das damals noch nicht eingemeindete Gohlis im Norden Leipzigs zog. Am 10. Dezember 1925 setzte ein Herzschlag seinem Leben ein Ende.

## Auszeichnungen
- Ritter des Franz-Joseph-Ordens
- Große Goldene Medaille für Kunst und Wissenschaft des Kaisers Franz-Joseph